# Ljudmila Kalinčyk
Ljudmila Heorhieŭna Kalinčyk (in bielorusso Людміла Георгіеўна Калінчык?; Barysaŭ, 23 luglio 1982) è un'ex biatleta bielorussa.

## Biografia

### Stagioni 2000-2011
Ljudmila Kalinčyk, attiva dalla stagione 1999-2000, esordì in Coppa del Mondo l'11 dicembre 2003 a Hochfilzen in sprint (59ª) e ai Campionati mondiali ad Anterselva 2007, dove si classificò 55ª nella sprint e 47ª nell'inseguimento; nella successiva rassegna iridata di Östersund 2008 vinse la medaglia d'argento nella staffetta mista e si piazzò 30ª nell'individuale, 36ª nella sprint, 40ª nell'inseguimento e 5ª nella staffetta e in quella di Pyeongchang 2009 fu 54ª nella sprint, 50ª nell'inseguimento e 4ª nella staffetta.
Ai XXI Giochi olimpici invernali di Vancouver 2010, suo debutto olimpico, si classificò 9ª nell'individuale, 16ª nella sprint, 12ª nell'inseguimento, 16ª nella partenza in linea e 7ª nella staffetta; ai successivi Mondiali di Chanty-Mansijsk 2010 si piazzò 9ª nella staffetta mista. Il 6 gennaio 2011 conquistò a Oberhof in staffetta il primo podio in Coppa del Mondo (3ª) e ai successivi Mondiali di Chanty-Mansijsk 2011 vinse la medaglia di bronzo nella staffetta, fu 55ª nell'individuale, 49ª nella sprint e non completò l'inseguimento.

### Stagioni 2012-2014
Il 21 gennaio 2012 ottenne il suo secondo e ultimo podio in Coppa del Mondo, ad Anterselva in staffetta (2ª); ai successivi Mondiali di Ruhpolding 2012 si classificò 28ª nella sprint, 30ª nell'inseguimento e 4ª nella staffetta e a quelli di Nové Město na Moravě 2013, sua ultima presenza iridata, si piazzò 31ª nell'individuale, 48ª nella sprint, 36ª nell'inseguimento e 7ª nella staffetta.
Ai XXII Giochi olimpici invernali di Soči 2014, sua ultima presenza olimpica, fu 24ª nell'individuale, 36ª nella sprint, 32ª nell'inseguimento, 4ª nella staffetta e 9ª nella staffetta mista; si ritirò al termine di quella stessa stagione 2013-2014 e la sua ultima gara in carriera fu l'inseguimento di Coppa del Mondo disputato il 22 marzo a Oslo Holmenkollen, chiuso dalla Kalinčyk al 37º posto.

## Palmarès

### Mondiali
- 2 medaglie:
  - 1 argento (staffetta mista[1] a Östersund 2008)
  - 1 bronzo (staffetta[1] a Chanty-Mansijsk 2011)

### Coppa del Mondo
- Miglior piazzamento in classifica generale: 27ª nel 2010
- 2 podi (entrambi a squadre), oltre a quelli ottenuti in sede iridata e validi anche ai fini della Coppa del Mondo:
  - 1 secondo posto
  - 1 terzo posto